# Cássio Vargas
Cássio Vargas Barbosa, nacido el 25 de noviembre de 1983 en Porto Alegre. Es un jugador de fútbol brasileño. Actualmente juega en el Rapid Bucarest (Rumania).

## Trayectoria
El delantero brasileño llegó a Portugal en 2005 para jugar en las filas del Maia y el Chaves, equipos de la Segunda portuguesa en los que marcó 8 y 12 goles en 16 y 17 encuentros, respectivamente, donde realizaría dos grandes temporadas.
Firmó en 2006 por el Nacional de Madeira, en la campaña 2006-07, disputó 17 partidos (8 de titular) y marcó tres goles. En la 2007-08, jugó 9 encuentros (dos desde el principio) y marcó un solo gol.
En 2008 firmó con el Uniao Leiria, dónde volvió a completar dos grandes temporadas, en la 2008-09, hizo 17 goles en 27 partidos (23 como titular) y fue clave en el ascenso a Primera de su equipo. Y en la 2009-10, ya en la Primera portuguesa, anotó 12 tantos en 27 partidos (24 como titular).
Con este bagaje, firmó en 2010 por el Rapid de Bucarest (ganador de 4 ligas y 13 copas en Rumanía), pagó 400.000 euros al Unaio Leiria por hacerse con sus servicios. Fue una apuesta personal del entonces técnico del Rapid de Bucarest, Dinu Gheorghe, pero éste fue destituido muy rápido por los malos resultados del equipo.
En la temporada 2010/11 el jugador hizo un buen papel en su estreno en Rumanía. Anotó 6 goles en la Liga y 3 en la Copa. Su equipo acabó el campeonato regular en cuarta posición y se clasificó para la Europa League tras dos años sin jugar competiciones europeas. Jugó un total de 29 encuentros, entre Liga y Copa.
En 2011 ocurren unos problemas económicos en el club rumano y los jugadores tienen problemas para ingresar su salario, Cássio solo es titular en 4 partidos de Liga y en 2 de Europa League.

## Clubes
| Club                            | País     | Año       |
| ------------------------------- | -------- | --------- |
| Sport Club Corinthians Alagoano | Brasil   | 2004      |
| F.C. Maia                       | Portugal | 2005      |
| G.D. Chaves                     | Portugal | 2006      |
| C.D. Nacional                   | Portugal | 2006-2008 |
| União Leiria                    | Portugal | 2008-2010 |
| Rapid de Bucarest               | Rumanía  | 2010-     |